# Palio
De Palio, ofwel il Palio (het vaandel), is de paardenrace die sinds 1287 gehouden wordt in het centrum van Siena, in de Italiaanse regio Toscane. De race gaat tussen de 17 wijken (contrade) die binnen de stadsmuren van Siena liggen. De race vindt tweemaal per jaar plaats: op 2 juli (Palio di Provenzano) en op 16 augustus (Palio dell'Assunta).
De Palio biedt echter per editie maar plaats aan 10 deelnemers. Zeven deelnemers zijn verzekerd van deelname, omdat zij niet meededen aan de vorige editie. De drie overige worden door middel van loting geplaatst.

## Geschiedenis
De eerste vorm van georganiseerde wedstrijden op het Piazza del Campo stamt uit de Middeleeuwen. In de 16e eeuw was de Palio verworden tot een stierengevecht. Toen het stierenvechten in 1590 verboden werd, ging men over op het racen op ezels en later ossen. In 1650 schakelde men definitief over op het gebruik van paarden. De Palio van 1650 was feitelijk de eerste moderne Palio. Eerst vond de Palio jaarlijks plaats, de tweede datum (16 augustus), werd pas toegevoegd in 1701 op initiatief van de Nobile Contrada dell’Oca (Contrada van de gans).

## Parcours

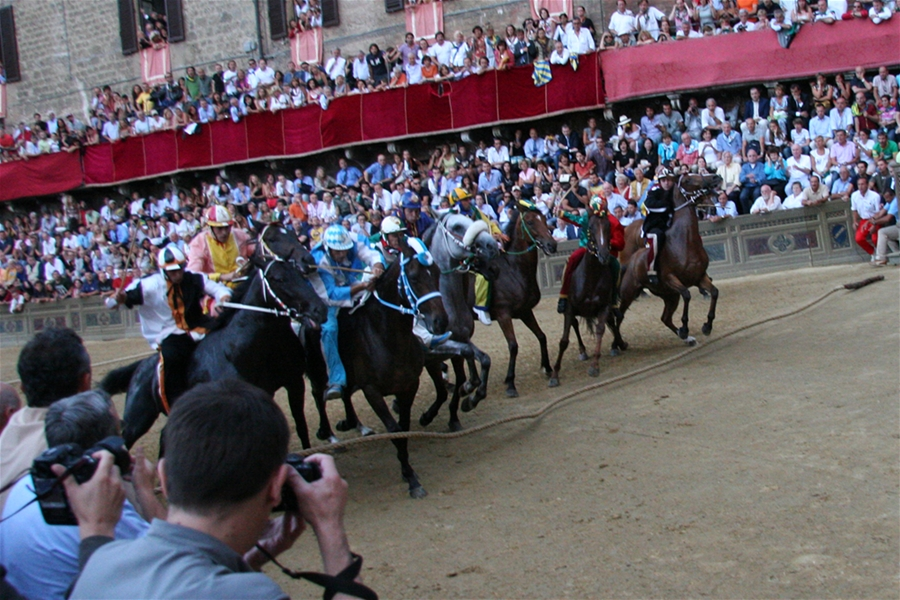

De race bestaat uit slechts drie ronden over het centrale, schelpvormige plein van Siena, de Piazza del Campo. De race duurt dan ook slechts enkele minuten. Het record staat momenteel op 1 minuut en 13 seconden.
Het parcours bevat enkele scherpe bochten, waar niet zelden paarden dan wel ruiters (fantini) ten val komen. De gevaarlijkste bocht is de Curva St. Martino. De paarden worden overigens bereden zonder zadel.

## Strijd tussen de wijken
Het is voor niet-Italianen moeilijk zich voor te stellen hoe belangrijk het winnen van de Palio is voor de inwoners van de contrade. Voor deze mensen, ongeacht hun leeftijd, is het werkelijk van levensbelang. Net als bij het voetbal vindt voorafgaand aan de Palio op het Piazza del Campo enige profilering plaats. Inwoners van de diverse wijken zingen liedjes en dragen sjaaltjes van hun wijk om hun nek (Fazoletto). Over het algemeen is de strijd zachtaardig van karakter, soms komt het echter wel tot een handgemeen, met name tijdens de laatste generale repetitie (zie verderop).

## De voorbereiding
Precies 100 dagen voor de Palio beginnen de voorbereidingen. De wijken kiezen een leider (capitano). Vervolgens dienen de 1000 tot 2000 inwoners van de contrade in de buidel te tasten, aangezien de capitano inmiddels een jockey (fantino) heeft gestrikt. Deze fantino is iemand van buitenaf en wordt door de wijk beschouwd als een professional die verder niets van doen heeft met de eventuele feestvreugde. Een beginnende fantino verdient zo'n € 60.000 per Palio, terwijl een ervaren fantino (met enkele overwinningen) wel tot zo'n € 200.000 kan verdienen.
De paarden worden in tegenstelling tot de ruiters niet gehuurd. Deze worden per loting gekoppeld aan de wijken. Deze dieren behoren overigens bepaald niet tot de topklasse! Na deze loting (La Tratta) is het voor experts duidelijk welke contrade favoriet zijn voor de overwinning. Geluk is dus een grote factor als het om winnen gaat.
Een week voordat het zover is is het plein reeds klaargemaakt voor de race. Langs de kant zijn tribunes opgetrokken en de piste is met hard zand (Tufo) uitgezet. Drie dagen voor de race beginnen de zogenaamde prove (repetities). Op de eerste dag is er 's ochtends om 9:15 een proef op een willekeurig paard, om 13:00 gevolgd door de Tratta (zie boven). Daarna is er om 19:15 een proef op de toegewezen paarden. De twee dagen daarna zijn er elke dag om 9:15 en 19:15 proeven. De proeven zijn een leuk schouwspel, maar zeggen in feite weinig over de kansen van de contrado. Veel fantini proberen bewust in te houden om het paard te sparen. Zeker de meer ervaren paarden hoeven immers toch niet meer te wennen aan het parcours.
Overigens is het winnen van de prove totaal niet belangrijk, alhoewel de contrade wel massaal uitlopen om een kijkje te gaan nemen.

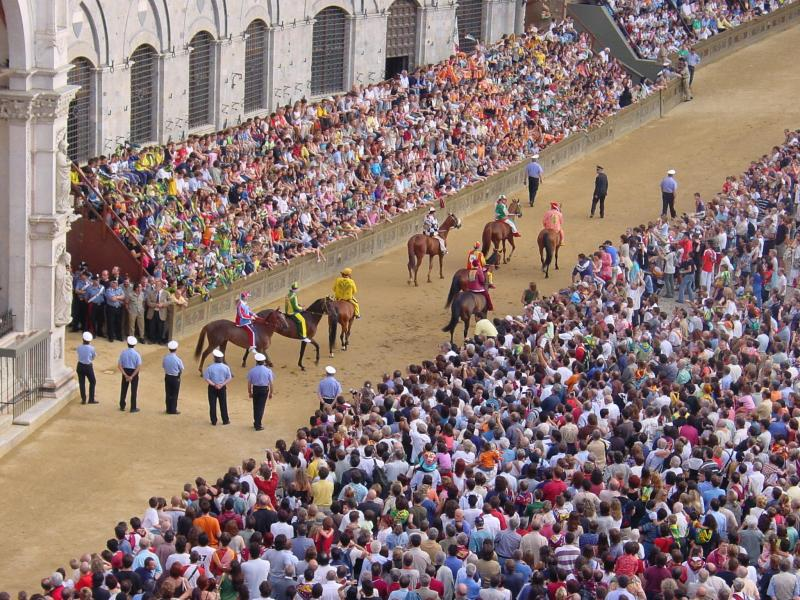
De Palio

## Corruptie
De belangrijkste regel tijdens de Palio is "het is niet belangrijk hoe je wint, het is belangrijk dat je wint". Corruptie is een hieruit voortvloeiend verschijnsel. Corruptie is niet alleen aan de orde van de dag maar is bovendien toegestaan. Zo bood de contrada della Torre, die tot de Augustus Palio van 2005 al ruim 40 jaar niet meer gewonnen had, elke andere contrada (inclusief de contrade die niet meededen die editie) € 200.000 om te winnen. Een voorstel waarop men overigens niet in ging.
Omdat de fantini 24 uur per dag bewaakt worden door de contrade, is het voor hen lastig vóór de Palio deals te maken. De fantini zelf doen overigens alleen aan omkoping in opdracht van hun capitano. De omkoopprocedures spelen zich voornamelijk af vlak voor de start, die om die reden soms wel 3 kwartier in beslag neemt. Na de loting voor de startvolgorde (alligneamento) kunnen de fantini hun kansen inschatten. Zittend op hun paard overleggen zij dan razendsnel met hun capitano, die op de dichtstbijzijnde tribune zit. Zijn hun kansen goed, dan proberen zij andere contrade om te kopen. Zijn hun kansen sowieso al slecht (bijvoorbeeld door slecht paard en/of slechte startpositie), dan staan zij zelf open voor omkopingen. De bedragen worden overigens alleen uitgekeerd als de omkopende contrade daadwerkelijk wint.
Het wil overigens niet zeggen dat de contrade die niet meedoen, niet meedoen aan de omkopingen. Net als bij het voetbal bestaan er tussen de wijken aartsvijanden (avversario). Sommige wijken die niet meedoen geven dus graag geld uit om ervoor te zorgen dat hun aartsvijand niet wint.

## De dag zelf

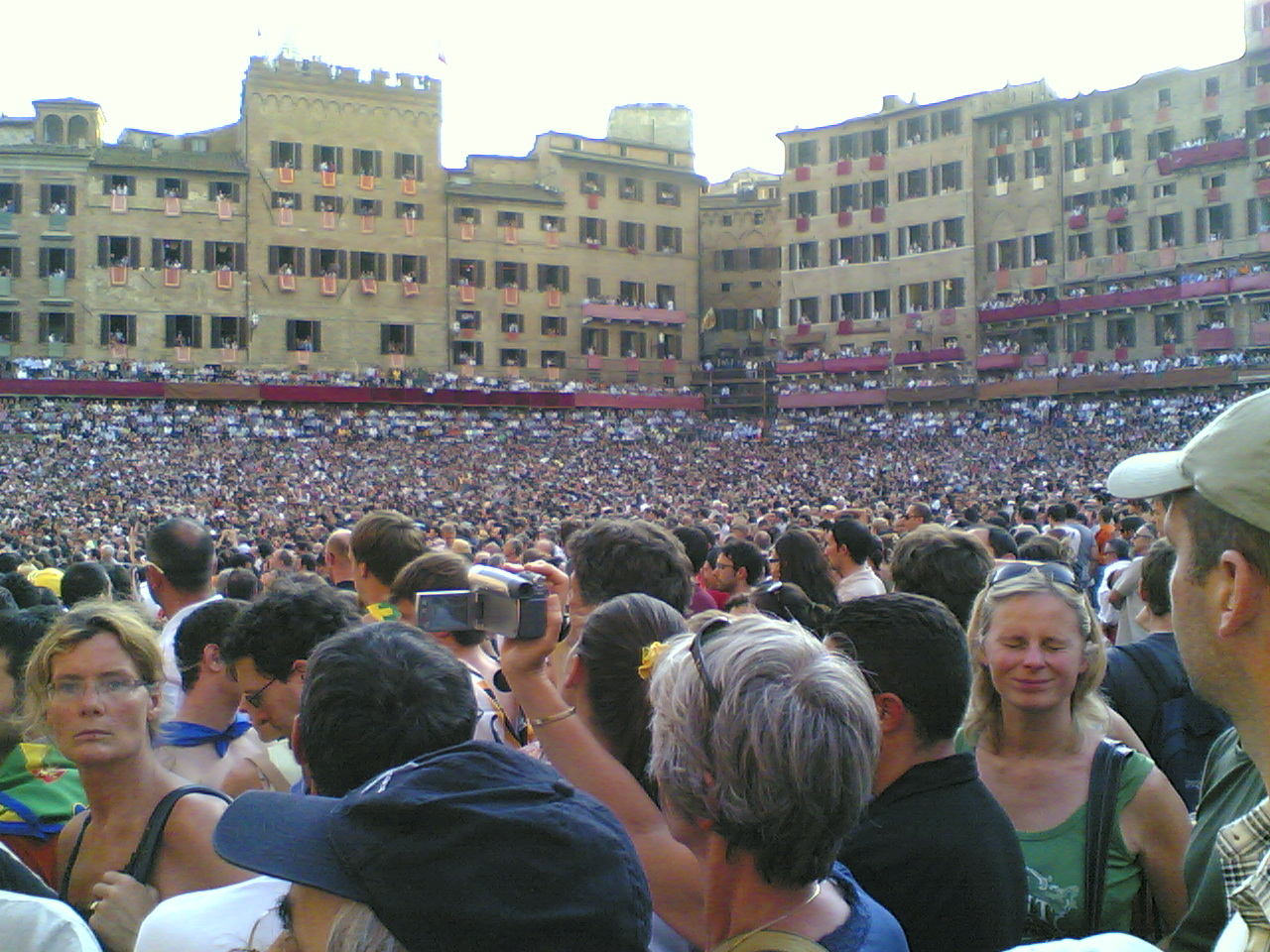

Op de dag zelf stroomt het plein al snel vol met mensen. Iedereen wil het beste plekje bemachtigen. Overigens is het schouwspel vanaf zo ongeveer het hele plein prima te volgen. Op veel balkons van omliggende huizen kunnen toeristen en andere belangstellenden een plekje kopen. Prijzen hiervoor lopen op tot zo'n € 300.
In de contrade is het die ochtend een drukte van belang. De inwoners van de wijk hebben zich verzameld in het hoofdkwartier (oratorio). Onderwijl worden paard en ruiter ingezegend in de kerk van de contrade.
Ongeveer twee uur voor de race begint een grote parade (Corteo Storico). Alle contrade, ook degenen die niet meedoen, stellen zich voor aan het publiek. De afvaardiging bestaat uit een middeleeuws gekleed gezelschap, waarin zich onder andere twee vaandelzwaaiers (alfieri) en enkele paarden bevinden. Nadat alle contrade zich hebben voorgesteld volgt een klein middeleeuws leger, gevolgd door een grote kar met de trofee, een groot vaandel (de Palio dus).

### De race
Na dit schouwspel is het bijna tijd voor de start (La Mossa). Eerst volgt de loting voor de startvolgorde (Allineamento). Negen paarden starten naast elkaar, terwijl één paard een paar meter daarachter moet starten. Over het algemeen worden de binnenste en de plek van achteruit beschouwd als de beste startposities.
Na de allineamento beginnen de onderhandelingen tussen de fantini (zie corruptie). Dit kan wel tot zo'n drie kwartier duren, meestal onderbroken door enkele valse starts.
Wanneer de start eenmaal geldig is, is zo goed als alles toegestaan. Elkaar de bocht afsnijden, elkaar slaan met de zweepjes, etc. Zo goed als altijd vallen er wel paarden dan wel jockeys. Nog nooit is een jockey overleden, wat niet gezegd kan worden van paarden. Overigens hoeft de jockey zelf niet te finishen: het draait om het paard. Een paard zonder ruiter wordt een cavallo scosso genoemd.

### Na de race
Wanneer de winnaar bekend is, snelt de hele wijk richting het paard om het te knuffelen. De Palio wordt geconfisqueerd en al liederen zingend zet men koers richting de wijk. Daar barst een feest los dat evenveel dagen duurt als de wijk overwinningen heeft (gemiddeld 40). Ook bezoeken zingende feestvierders hun rooms-katholieke kerk.

## Lijst van contrade

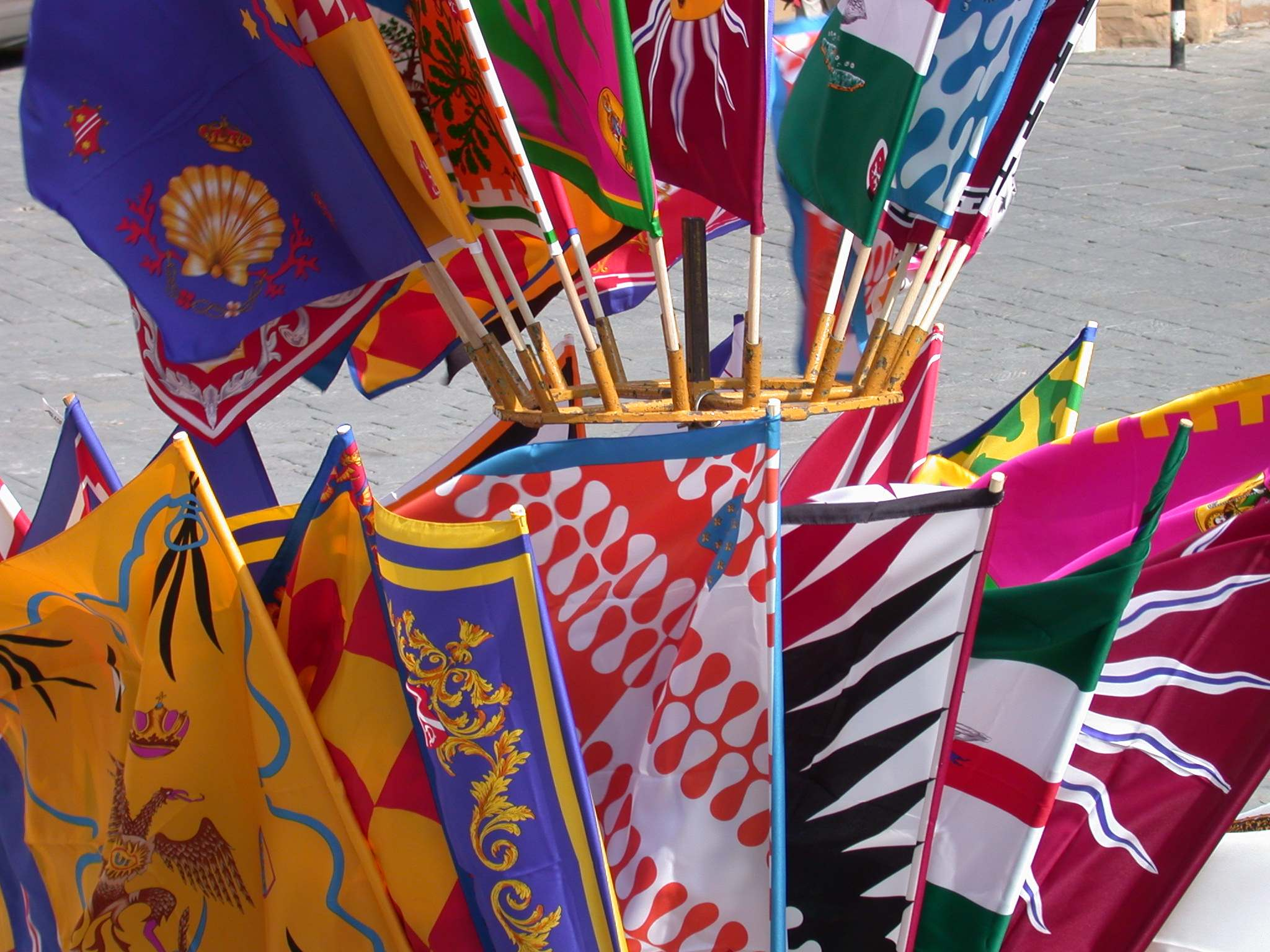
Vlaggen van de 17 stadswijken

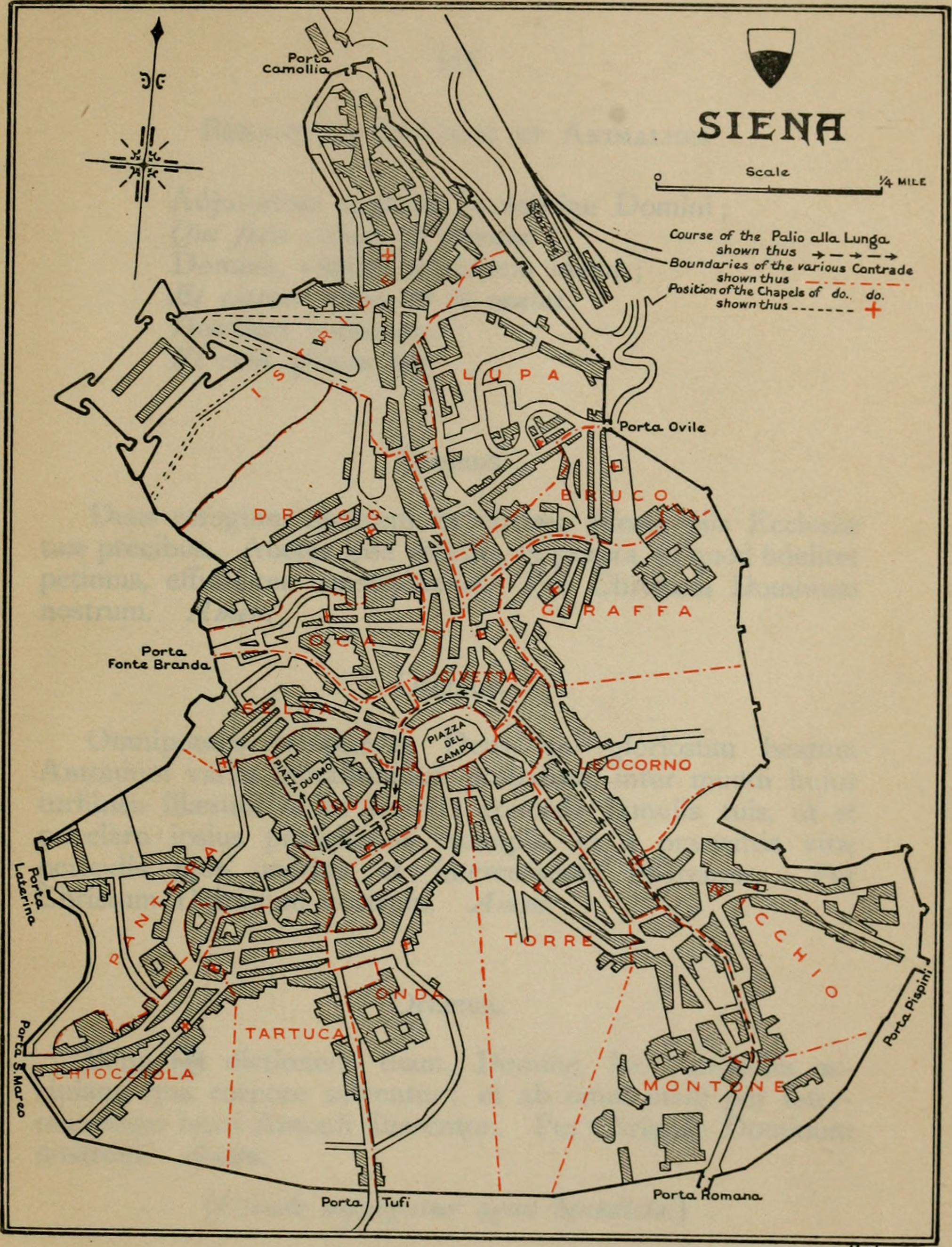
Kaart van Siena uit 1904 waarop in rood de contrada zijn aangegeven.

- Aquila - Contrada van de adelaar
- Bruco - Contrada van de rups
- Chiocciola - Contrada van de slak
- Civetta - Contrada van de uil
- Drago - Contrada van de draak
- Giraffa - Contrada van de giraffe
- Istrice - Contrada van het stekelvarken
- Leocorno - Contrada van de eenhoorn
- Lupa - Contrada van de wolf
- Nicchio - Contrada van de schelp
- Oca - Contrada van de gans
- Onda - Contrada van de golf
- Pantera - Contrada van de panter
- Selva - Contrada van het woud
- Tartuca - Contrada van de schildpad
- Torre - Contrada van de toren
- Valdimontone - Contrada van de ram

Er is een aantal contrade die ‘vijanden’ zijn van elkaar. Een overzicht daarvan:
- Onda – Torre
- Oca – Torre
- Istrice – Lupa
- Aquila – Pantera
- Civetta – Leocorno
- Nichio – Valdimontone
- Chiocciola – Tartuca